# Toquí dorsiverd
El toquí dorsiverd (Arremonops chloronotus) és una espècie d'ocell de la família dels passerèl·lids (Passerellidae) que habita el pis inferior de zones boscoses, arbustives i matolls de les terres baixes del Golf de Mèxic, Península del Yucatán, Chiapas, nord de Guatemala, Belize i nord d'Hondures.

## Taxonomia
Es reconeixen dues subespècies:
- A. c. chloronotus (Salvin, 1861) sud-est de Mèxic, Guatemala, Belize i nord-oest d'Hondures.
- A. c. twomeyi (Monroe, 1963) centre nord d'Hondures.